# Menheniot
Menheniot is een civil parish in het Engelse graafschap Cornwall met 1716 inwoners.

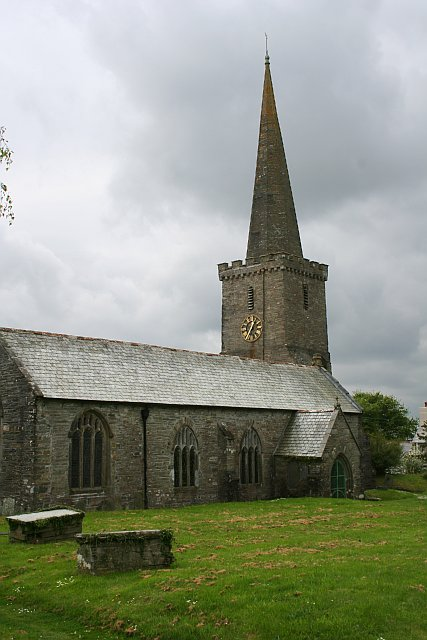

Civil parishes in het ceremoniële graafschap Cornwall:

Advent · 
Altarnun · 
Antony · 
Blisland · 
Boconnoc · 
Bodmin · 
Botusfleming · 
Boyton · 
Breage · 
Broadoak · 
Bryher · 
Bude-Stratton · 
Budock · 
Callington · 
Calstock · 
Camborne · 
Camelford · 
Cardinham · 
Carharrack · 
Carn Brea · 
Chacewater · 
Colan · 
Constantine · 
Crantock · 
Crowan · 
Cubert · 
Cuby · 
Cury · 
Davidstow · 
Deviock · 
Dobwalls and Trewidland · 
Duloe · 
Egloshayle · 
Egloskerry · 
Falmouth · 
Feock · 
Forrabury and Minster · 
Fowey · 
Germoe · 
Gerrans · 
Grade-Ruan · 
Grampound with Creed · 
Gunwalloe · 
Gweek · 
Gwennap · 
Gwinear-Gwithian · 
Hayle · 
Helland · 
Helston · 
Illogan · 
Jacobstow · 
Kea · 
Kenwyn · 
Kilkhampton · 
Ladock · 
Landewednack · 
Landrake with St. Erney · 
Landulph · 
Laneast · 
Lanhydrock · 
Lanivet · 
Lanlivery · 
Lanner · 
Lanreath · 
Lansallos · 
Lanteglos · 
Launcells · 
Launceston · 
Lawhitton Rural · 
Lesnewth · 
Lewannick · 
Lezant · 
Linkinhorne · 
Liskeard · 
Looe · 
Lostwithiel · 
Ludgvan · 
Luxulyan · 
Mabe · 
Madron · 
Maker-with-Rame · 
Manaccan · 
Marazion · 
Marhamchurch · 
Mawgan-in-Meneage · 
Mawgan-in-Pydar · 
Mawnan · 
Menheniot · 
Mevagissey · 
Michaelstow · 
Millbrook · 
Morvah · 
Morval · 
Morwenstow · 
Mullion · 
Mylor · 
Newquay · 
North Hill · 
North Petherwin · 
North Tamerton · 
Otterham · 
Padstow · 
Paul · 
Pelynt · 
Penryn · 
Penzance · 
Perranarworthal · 
Perranuthnoe · 
Perranzabuloe · 
Philleigh · 
Pillaton · 
Porthleven · 
Portreath · 
Poundstock · 
Probus · 
Quethiock · 
Redruth · 
Roche · 
Ruanlanihorne · 
Saltash · 
Sancreed · 
Sennen · 
Sheviock · 
Sithney · 
South Hill · 
South Petherwin · 
St. Agnes (Scilly-eilanden) · 
St. Agnes (Cornwall) · 
St Allen · 
St. Anthony-in-Meneage · 
St. Blaise · 
St. Breock · 
St. Breward · 
St. Buryan · 
St. Cleer · 
St. Clement · 
St. Clether · 
St. Columb Major · 
St. Day · 
St. Dennis · 
St. Dominick · 
St. Endellion · 
St. Enoder · 
St. Erme · 
St Erth · 
St. Ervan · 
St. Eval · 
St. Ewe · 
St. Gennys · 
St Germans · 
St. Gluvias · 
St. Goran · 
St. Hilary · 
St Issey · 
St Ive · 
St Ives · 
St John · 
St. Juliot · 
St Just · 
St. Just-in-Roseland · 
St Keverne · 
St Kew · 
St. Keyne · 
St Levan · 
St. Mabyn · 
St. Martin-by-Looe · 
St Martin-in-Meneage · 
St. Martin's · 
St. Mary's · 
St. Mellion · 
St Merryn · 
St Mewan · 
St. Michael Caerhays · 
St. Michael Penkevil · 
St Michael's Mount · 
St. Minver Highlands · 
St. Minver Lowlands · 
St Neot · 
St. Newlyn East · 
St. Pinnock · 
St. Sampson · 
St Stephen-in-Brannel · 
St. Stephens by Launceston Rural · 
St. Teath · 
St. Thomas the Apostle Rural · 
St Tudy · 
St Veep · 
St. Wenn · 
St Winnow · 
Stithians · 
Stokeclimsland · 
Tintagel · 
Torpoint · 
Towednack · 
Tregoney · 
Tremaine · 
Treneglos · 
Tresco · 
Tresmeer · 
Trevalga · 
Treverbyn · 
Trewen · 
Truro · 
Tywardreath and Par · 
Veryan · 
Wadebridge · 
Warbstow · 
Warleggan · 
Week St. Mary · 
Wendron · 
Werrington · 
Whitstone · 
Withiel · 
Zennor